# Sinologie

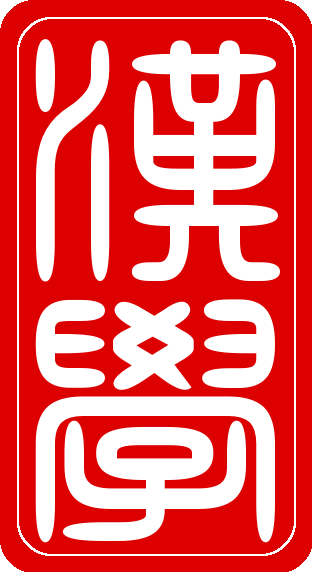
Termín Sinologie ve formě pečetě, zapsaný pomocí čínských znaků

Sinologie je vědní obor zabývající se studiem čínského jazyka, dále historií, kulturou a obecně problematikou týkající se Číny. Odborník v sinologii je sinolog, případně sinoložka.

## Sinologové

### Čeští sinologové
Kořeny české sinologie tkví v české národní minulosti hlouběji, než by se na první pohled mohlo zdát: prvním historicky doloženým cestovatelem českého původu, který mezi léty 1328–1330 osobně zavítal na území Číny, byl „český Marco Polo“ – italský františkán minorita Oldřich z Furlanska (?–1331). Jistě více než za zmínku stojí v této souvislosti i osobnost „českého Mattea Ricciho“ – jezuitského misionáře Karla Slavíčka 1678–1735), který působil jako matematik, astronom a hudebník na císařském dvoře v Pekingu, kde také zemřel a je tam pochován.
Orientalistu Rudolfa Dvořáka (1860–1920) musíme vzhledem k šíři jeho odborných zájmů (vedle sinologie se zabýval také egyptologií, asyrologií, semitistikou, íránistikou, turkologií a japanistikou) považovat spíše za představitele „protosinologie“, nicméně jeho překlad Lao-c'ovy kanonické knihy o Tao a ctnosti a části Knihy písní, na němž spolupracoval s Jaroslavem Vrchlickým, se dodnes těší zaslouženému zájmu čtenářů.[nedostupný zdroj]
Dříve než v univerzitním prostředí se čínský jazyk začal pravidelně vyučovat na zlínské Vyšší lidové škole; v letech 1937–1938 jej zde vyučoval Jaroslav Průšek (1906–1980) a v roce 1938 zde také vyšla první česká učebnice čínštiny. Tomáš Baťa poskytl J. Průškovi stipendium na studium v Číně, kam odjel r. 1932 vyslán Orientálním ústavem v Praze. Za 2. světové války J. Průšek vyučoval čínštinu ve Škole živých orientálních jazyků Orientálního ústavu v Praze, kde vychoval některé své budoucí blízké spolupracovníky (Augustin Palát, Jarmila Kalousková, Berta Krebsová, manželé Hrdličkovi), kteří společně s ním tvoří první generaci českých sinologů.
Po 2. světové válce byla sinologie jako studijní obor ustavena na Univerzitě Palackého v Olomouci pod záštitou indologa Vincence Lesného a Jaroslava Průška. Následně byl obor ustanoven i na Karlově univerzitě, taktéž na popud Jaroslava Průška. Vedení olomoucké sinologie přenechal Průšek Augustinu Palátovi. V 50. a 60. letech Jaroslav Průšek působil v Orientálním ústavu v Praze, kde spolu se svými žáky (Oldřich Švarný, Augustin Palát, Zlata Černá, Zbigniew Słupski, Tereza Lechowska, Timoteus Pokora, Danuška Heroldová-Šťovíčková, Josef Fass, Zdenka Novotná-Heřmanová, Milena Doleželová-Velingerová, Josef Kolmaš, Marta Ryšavá, Marcela Stolzová aj.) vytvořil mezinárodně uznávané sinologické pracoviště. Jádro výzkumu Průškova týmu tvořila moderní čínská literatura v konfrontaci s literaturou tradiční a v širších společenském a historickém kontextu. Ve stejné době začal v Orientálním ústavu vznikat také projekt velkého česko-čínského slovníku. J. Průšek se v Orientálním ústavu zasloužil o vznik Lu Sünovy knihovny čítající více než šedesát tisíc svazků, která ve své době představovala evropský unikát. „Zlatý věk české sinologie“ ukončila "normalizace" po srpnu 1968. Po zbytek života byl J. Průšek svědkem systematické likvidace toho, co po více než dvacet let budoval. V této době pokračoval v debatě o odborných tématech se svými žáky na pravidelných konzultacích a přátelských setkání v bytě Zlaty Černé.
Na Karlově univerzitě byla sinologie od počátku 60. let organizačně přičleněna ke katedře věd o zemích Asie a Afriky. V 70. letech se vedoucí katedry stala sinoložka Doc. Marcela Kubešová, specialistka na moderní dějiny (monografie o Čankajškovi). V té době byly studium oboru sinologie i odborná činnost podřízeny požadavkům oficiální propagandy a nesly se v duchu tzv. kritiky maoismu; tomu byla podřízena například i témata diplomových prací studentů. Částečnou kontinuitu s dřívější sinologickou tradicí zachovávaly kurzy dějin čínské literatury (Doc. Věna Hrdličková) a jazykové kurzy (Doc. Jaromír Vochala a Dr. Žu-čen Vochalová). Na katedře divadelní vědy přednášela o čínském divadle Doc. Dana Kalvodová.
V Bratislavě pokračovali v práci na tématech Průškovy školy jeho žáci, Anna Doležalová a Marián Gálik. Z. Słupski odešel r. 1970 do Polska, kde se stal profesorem Varšavské univerzity.
Po r. 1989 nastává postupná obnova oboru sinologie v Orientálním ústavu i na FF UK v Praze. Nově je obor založen v Olomouci (1993) a v Brně (2009). Vedle starších sinologů (např. Zlata Černá, Oldřich Král) nastupuje generace těch, kteří vystudovali v 70. a 80. letech (Vladimír Ando, Martin Hála, Vladimír Liščák, Olga Lomová, Ľubica Obuchová, Lucie Olivová, Hana Třísková a další). V poslední době se začínají v akademickém prostředí prosazovat mladí sinologové, kteří studovali od 90. let (David Uher).
- Dušan Andrš – literatura 20. století
- Ivana Bakešová – moderní dějiny
- Zlata Černá – čínské umění
- Táňa Dluhošová – tchajwanská literatura
- Rudolf Dvořák (1860–1920) – jedna z prvních výrazných osobností české orientalistiky vůbec; v sinologii se zabýval především filozofií (Konfucius, Starý mistr), ale je také společně s Jaroslavem Vrchlickým autorem prvního seriózního překladu nejstarší čínské poezie, úryvků z Klasické knihy písní (Ši-king, 1897)
- Josef Fass – první velvyslanec České republiky v Čínské lidové republice, výzkum dynastie Čching v 19. století a na počátku 20. století a prvních let po vzniku Čínské republiky
- Martin Hála – zakladatel a ředitel projektu Sinopsis
- Jarmila Häringová – moderní literatura, překlady, zejména poezie
- Danuška Heroldová-Šťovíčková –
- Zdenka Heřmanová – jazykověda, zejména lexikografie
- Věna Hrdličková –
- Jakub Hrubý – dějiny raného středověku
- Jarmila Kalousková –
- Dana Kalvodová – čínské divadlo
- Ondřej Klimeš – výzkum politických a kulturních dějin moderní a soudobé Číny, národnostní politiky moderní Číny, současné problematiky Ujgurské autonomní oblasti Xinjiang, problematika terorismu v střední Asii
- Josef Kolmaš – odborník na historii čínsko-tibetských vztahů, překladatel z mnoha jazyků
- Oldřich Král – starší čínská literatura, filosofie
- Berta Krebsová –
- Martin Kříž – sinolog, ekonom
- Ondřej Kučera – moderní dějiny a lingvistika
- Tereza Słupska-Lechowska
- Olga Lomová – dějiny čínské literatury, klasická poezie, ideologie ČLR
- Jakub Maršálek – nejstarší čínské dějiny, archeologie
- Ľubica Obuchová – národnostní menšiny, zejména Čuangové
- Lucie Olivová-Borotová – čínské umění
- Augustin Palát – dějiny raného novověku
- Michaela Pejčochová – čínské umění, zejména čínské malířství
- Timoteus Pokora – dějiny a filosofie doby Chan
- Jaroslav Průšek (1906–1980) – zakladatelská osobnost moderní české sinologie; celosvětově znám především svými zásadními pracemi na soudobou čínskou literaturu (např. The Lyrical and the Epic)
- Marta Ryšavá –
- David Sehnal – jazykověda, tradiční filologie, čínské myšlení
- Zbigniew Słupski – čínská narativní próza, vznik čínského písemnictví a čínské historiografie ( Archivováno 11. 3. 2011 na Wayback Machine.)
- Marcela Stolzová –
- Jiří Šíma –
- Oldřich Švarný (01.05.1920 - 19.04.2011) – moderní čínština, zejména čínská fonetika; autor díla: Učební slovník čínského jazyka (4. sv.).
- Hana Třísková – fonetika a fonologie (moderní) čínštiny
- David Uher – fonetika a fonologie čínštiny, grammatologie, kaligrafie, didaktika čínštiny (konverzace)
- Dušan Vávra – čínská filosofie
- Milena Doleželová-Velingerová –
- Jaromír Vochala – grammatologie, lexikologie; autor Čínsko-českého a česko-čínského slovníku (Leda).
- Vít Vojta – čínský diversity management a obchodní právo
- Lukáš Zádrapa – stará čínština, znakové písmo
- Jakub Vykoukal – grammatologie

### Zahraniční sinologové, kteří ovlivnili českou a slovenskou sinologii
- John King Fairbank
- Christoph Harbsmeier – Thesaurus Linguae Sericae
- Jacques Gernet
- Herbert Giles – výzkum čínských dialektů
- Marcel Granet – čínská kultura
- Robert van Gulik
- Naito Konan
- Joseph Needham – dějiny čínské vědy, iniciátor projektu a spoluautor monumentálního díla Science and Civilisation in China
- William Nienhauser
- Jean-Pierre-Abel Rémusat
- Georgij Starostin